# 第15回サテライト賞
第15回サテライト賞は、2010年の映画、テレビ番組、DVDに贈られる賞であり、2010年12月1日に候補が発表され、結果は12月19日に発表された。

## 受賞とノミネート一覧
太字は受賞

### 映画

#### ドラマ映画賞
- 『ソーシャル・ネットワーク』
  - 『127時間』
  - 『アニマル・キングダム』
  - 『ブルーバレンタイン』
  - Get Low
  - 『ゴーストライター』
  - 『インセプション』
  - 『英国王のスピーチ』
  - 『ザ・タウン』
  - 『ウィンターズ・ボーン』

#### ミュージカル・コメディ映画賞
- 『スコット・ピルグリム VS. 邪悪な元カレ軍団』
  - 『僕の大切な人と、そのクソガキ』
  - 『キッズ・オールライト』
  - Made in Dagenham
  - 『アザー・ガイズ 俺たち踊るハイパー刑事!』
  - Please Give
  - 『RED/レッド』

#### 監督賞
- デヴィッド・フィンチャー - 『ソーシャル・ネットワーク』
  - ベン・アフレック - 『ザ・タウン』
  - ダーレン・アロノフスキー - 『ブラック・スワン』
  - ダニー・ボイル - 『127時間』
  - リサ・チョロデンコ - 『キッズ・オールライト』
  - トム・フーパー - 『英国王のスピーチ』
  - デヴィッド・ミショッド - 『アニマル・キングダム』
  - クリストファー・ノーラン - 『インセプション』
  - ロマン・ポランスキー - 『ゴーストライター』
  - デブラ・グラニク - 『ウィンターズ・ボーン』

#### 主演男優賞 (ドラマ映画)
- コリン・ファース - 『英国王のスピーチ』
  - ハビエル・バルデム - 『BIUTIFUL ビューティフル』
  - レオナルド・ディカプリオ - 『インセプション』
  - マイケル・ダグラス - 『ソリタリー・マン』
  - ロバート・デュヴァル - Get Low
  - ジェシー・アイゼンバーグ - 『ソーシャル・ネットワーク』
  - ジェームズ・フランコ - 『127時間』
  - ライアン・ゴズリング - 『ブルーバレンタイン』

#### 主演男優賞 (ミュージカル・コメディ映画)
- マイケル・セラ - 『スコット・ピルグリム VS. 邪悪な元カレ軍団』
  - スティーヴ・カレル - 『奇人たちの晩餐会 USA』
  - ロマン・デュリス - 『ハートブレイカー』
  - アンディ・ガルシア - City Island
  - ジェイク・ジレンホール - 『ラブ & ドラッグ』
  - ジョン・マルコヴィッチ - 『RED/レッド』
  - ジョン・C・ライリー - 『僕の大切な人と、そのクソガキ』

#### 主演女優賞 (ドラマ映画)
- ノオミ・ラパス - 『ミレニアム ドラゴン・タトゥーの女』
  - ニコール・キッドマン - 『ラビット・ホール』
  - ジェニファー・ローレンス - 『ウィンターズ・ボーン』
  - ヘレン・ミレン - 『テンペスト』
  - ナタリー・ポートマン - 『ブラック・スワン』
  - ティルダ・スウィントン - 『ミラノ、愛に生きる』
  - ナオミ・ワッツ - 『フェア・ゲーム』
  - ミシェル・ウィリアムズ - 『ブルーバレンタイン』

#### 主演女優賞 (ミュージカル・コメディ映画)
- アン・ハサウェイ - 『ラブ & ドラッグ』
  - アネット・ベニング - 『キッズ・オールライト』
  - サリー・ホーキンス - Made in Dagenham
  - キャサリン・キーナー - Please Give
  - ジュリアン・ムーア - 『キッズ・オールライト』
  - メアリー＝ルイーズ・パーカー - 『RED/レッド』
  - マリサ・トメイ - 『僕の大切な人と、そのクソガキ』

#### 助演男優賞
- クリスチャン・ベール - 『ザ・ファイター』
  - ピアース・ブロスナン - 『ゴーストライター』
  - アンドリュー・ガーフィールド - 『ソーシャル・ネットワーク』
  - トミー・リー・ジョーンズ - 『カンパニー・メン』
  - ビル・マーレイ - Get Low
  - ショーン・ペン - 『フェア・ゲーム』
  - ジェレミー・レナー - 『ザ・タウン』
  - ジェフリー・ラッシュ - 『英国王のスピーチ』

#### 助演女優賞
- ジャッキー・ウィーヴァー - 『アニマル・キングダム』
  - エイミー・アダムス - 『ザ・ファイター』
  - マリオン・コティヤール - 『インセプション』
  - アンヌ＝マリー・ダフ - 『ノーウェアボーイ ひとりぼっちのあいつ』
  - ヴァネッサ・レッドグレイヴ - 『ジュリエットからの手紙』
  - ロザムンド・パイク - 『バーニーズ・バージョン ローマと共に』
  - クリスティン・スコット・トーマス - 『ノーウェアボーイ ひとりぼっちのあいつ』
  - ダイアン・ウィースト - 『ラビット・ホール』

#### オリジナル脚本賞
- デヴィッド・サイドラー - 『英国王のスピーチ』
  - アレハンドロ・ゴンサレス・イニャリトゥ、アルマンド・ボー、ニコラス・ヒアコボーネ - 『BIUTIFUL ビューティフル』
  - コナー・マクファーソン、ビリー・ロシュ - The Eclipse
  - クリス・プロヴェンツァーノ、C・ギャビー・ミッチェル - Get Low
  - クリストファー・ノーラン - 『インセプション』
  - リサ・チョロデンコ、スチュアート・ブルムバーグ - 『キッズ・オールライト』
  - マイケル・アーント、アンドリュー・スタントン、リー・アンクリッチ、ジョン・ラセター、『トイ・ストーリー3』

#### 脚色賞
- アーロン・ソーキン - 『ソーシャル・ネットワーク』
  - ダニー・ボイル、サイモン・ボーファイ - 『127時間』
  - ジェズ・バターワース、ジョン＝ヘンリー・バターワース - 『フェア・ゲーム』
  - ロバート・ハリス、ロマン・ポランスキー - 『ゴーストライター』
  - ニコライ・アーセル、ラスマス・ヘイスターバング - 『ミレニアム ドラゴン・タトゥーの女』
  - マイケル・バコール、エドガー・ライト - 『スコット・ピルグリム VS. 邪悪な元カレ軍団』
  - ベン・アフレック、ピーター・クレイグ、アーロン・ストッカード - 『ザ・タウン』
  - デブラ・グラニック、アン・ロッセリーニ - 『ウィンターズ・ボーン』

#### 美術賞
- ガイ・ヘンドリックス・ディアス、ルーク・フリーボーン、ブラッド・リッカー、ディーン・ウォルコット - 『インセプション』
  - ロバート・ストロンバーグ、ステファン・デチャント - 『アリス・イン・ワンダーランド』
  - デイヴィッド・スタイン、テレーズ・デプレス - 『ブラック・スワン』
  - Phillippe Cord'Homme、キャシー・ルブラン、マリー＝エレーヌ・スルモニ - 『シャネル&ストラヴィンスキー』
  - Francesca Di Mottola -『'ミラノ、愛に生きる』
  - ナイジェル・チャーチャー、マーカス・ローランド - 『スコット・ピルグリム VS. 邪悪な元カレ軍団』
  - ダンテ・フェレッティ、マックス・ビスコー、ロバート・グエラ、クリスティーナ・ウィルソン - 『シャッター アイランド』

#### 撮影賞
- ウォーリー・フィスター - 『インセプション』
  - エンリケ・シャドヤック、アンソニー・ドッド・マントル - 『127時間』
  - エドゥアルド・セラ - 『ハリー・ポッターと死の秘宝 PART1』
  - ヨリック・ル・ソー -『ミラノ、愛に生きる』
  - ロバート・エルスウィット - 『ソルト』
  - ディーン・セムラー - 『セクレタリアト/奇跡のサラブレッド』
  - ロバート・リチャードソン - 『シャッター アイランド』
  - ベン・セレシン - 『アンストッパブル』

#### 衣裳デザイン賞
- コリーン・アトウッド - 『アリス・イン・ワンダーランド』
  - ジェニー・ビーヴァン - 『英国王のスピーチ』
  - マイケル・デニソン - 『食べて、祈って、恋をして』
  - エイミー・ウェストコット - 『ブラック・スワン』
  - ジャンティ・イェーツ - 『ロビン・フッド』

#### 編集賞
- ロバート・フレイゼン - Please Give
  - リー・スミス - 『インセプション』
  - セルマ・スクーンメイカー - 『シャッター アイランド』
  - カーク・バクスター、アンガス・ウォール - 『ソーシャル・ネットワーク』
  - ディラン・ティチェナー - 『ザ・タウン』
  - ロバート・ダフィ、クリス・レベンゾン - 『アンストッパブル』

#### 作曲賞
- ハンス・ジマー - 『インセプション』
  - A・R・ラフマーン - 『127時間』
  - クリント・マンセル - 『ブラック・スワン』
  - ハワード・ショア - 『エクリプス/トワイライト・サーガ』
  - アレクサンドル・デプラ - 『ハリー・ポッターと死の秘宝 PART1』
  - ジェームズ・ニュートン・ハワード - 『ソルト』
  - トレント・レズナー、アッティカス・ロス - 『ソーシャル・ネットワーク』
  - ハリー・グレッグソン＝ウィリアムズ - 『アンストッパブル』

#### 主題歌賞
- 「ユー・ハヴント・シーン・ザ・ラスト・オブ・ミー」 - シェール、ダイアン・ウォーレン - 『バーレスク』
  - "If I Rise" - A・R・ラフマーン、ダイド、ロロ・アームストロング - 『127時間』
  - 「アリス」 - アヴリル・ラヴィーン - 『アリス・イン・ワンダーランド』
  - "Country Strong" - グウィネス・パルトロー、ジェニファー・ハンソン、トニー・マーティン、マーク・ネスラー - 『カントリー・ストロング』
  - "What Part of Forever" - シーロー・グリーン、Oh, Hush!、Rob Kleiner - 『エクリプス/トワイライト・サーガ』
  - "Eclipse (All Yours)" - Metric、ハワード・ショア、Emily Haines、ジミー・ショウ - 『エクリプス/トワイライト・サーガ』

#### 録音・音響効果賞
- 『アンストッパブル』
  - 『127時間』
  - 『インセプション』
  - 『アイアンマン2』
  - 『ノーウェアボーイ ひとりぼっちのあいつ』
  - 『セクレタリアト/奇跡のサラブレッド』
  - 『シャッター アイランド』

#### 視覚効果賞
- 『アリス・イン・ワンダーランド』
  - 『127時間』
  - 『インセプション』
  - 『アイアンマン2』
  - 『ガフールの伝説』
  - 『アンストッパブル』

#### 外国語映画賞
- 『ミレニアム ドラゴン・タトゥーの女』 ( スウェーデン)
  - 『BIUTIFUL ビューティフル』 ( メキシコ)
  - 『ミラノ、愛に生きる』 ( イタリア)
  - 『母なる証明』 ( 韓国)
  - Outside the Law ( フランス)
  - 『ソウル・キッチン』 ( ドイツ)
  - White Material ( フランス/ カメルーン)

#### アニメーション・ミックスメディア映画賞
- 『トイ・ストーリー3』
  - 『アリス・イン・ワンダーランド』
  - 『怪盗グルーの月泥棒 3D』
  - 『ヒックとドラゴン』
  - 『イリュージョニスト』
  - 『ガフールの伝説』

#### ドキュメンタリー映画賞
- 『レストレポ アフガニスタンで戦う兵士たちの記録』
  - Behind the Burly Q
  - Client 9: The Rise and Fall of Eliot Spitzer
  - 『カウントダウンZERO』
  - A Film Unfinished
  - 『インサイド・ジョブ 世界不況の知られざる真実』
  - Joan Rivers: A Piece of Work
  - Sequestro
  - The Tillman Story
  - 『スーパーマンを待ちながら』

### テレビ

#### ミニシリーズ賞
- 『SHERLOCK（シャーロック）』
  - 『コードネーム: カルロス 戦慄のテロリスト』
  - Emma
  - 『ザ・パシフィック』
  - 『ダークエイジ・ロマン 大聖堂』
  - 『スモールアイランド』

#### テレビ映画賞
- 『テンプル・グランディン 自閉症とともに』
  - 『アンネの日記』
  - The Special Relationship
  - When Love Is Not Enough: The Lois Wilson Story
  - 『死を処方する男 ジャック・ケヴォーキアンの真実』

#### 主演女優賞 (ミニシリーズ・テレビ映画)
- クレア・デインズ - 『テンプル・グランディン 自閉症とともに』
  - ホープ・デイヴィス - The Special Relationship
  - ジュディ・デンチ - Return to Cranford
  - ナオミ・ハリス - 『スモールアイランド』
  - エリー・ケンドリック - 『アンネの日記』
  - ウィノナ・ライダー - When Love Is Not Enough: The Lois Wilson Story
  - ルース・ウィルソン -『刑事ジョン・ルーサー』

#### 主演男優賞 (ミニシリーズ・テレビ映画)
- アル・パチーノ - 『死を処方する男 ジャック・ケヴォーキアンの真実』
  - ベネディクト・カンバーバッチ - 『SHERLOCK（シャーロック）』
  - イドリス・エルバ - 『刑事ジョン・ルーサー』
  - イアン・マクシェーン - 『ダークエイジ・ロマン 大聖堂』
  - バリー・ペッパー - When Love Is Not Enough: The Lois Wilson Story
  - デニス・クエイド - The Special Relationship
  - デヴィッド・スーシェ -『名探偵ポワロ オリエント急行の殺人』

#### ドラマシリーズ賞
- 『ブレイキング・バッド』
  - 『ボードウォーク・エンパイア 欲望の街』
  - 『デクスター 警察官は殺人鬼』
  - Friday Night Lights
  - 『グッド・ワイフ』
  - 『マッドメン』
  - 『THE TUDORS〜背徳の王冠〜』

#### 主演女優賞 (ドラマシリーズ)
- コニー・ブリットン - Friday Night Lights
  - ジャニュアリー・ジョーンズ - 『マッドメン』
  - ジュリアナ・マルグリーズ - 『グッド・ワイフ』
  - エリザベス・モス - 『マッドメン』
  - アンナ・パキン - 『トゥルーブラッド』
  - ケイティ・セイガル - 『サンズ・オブ・アナーキー』

#### 主演男優賞 (ドラマシリーズ)
- ブライアン・クランストン - 『ブレイキング・バッド』
  - カイル・チャンドラー - Friday Night Lights
  - ジョシュ・チャールズ - 『グッド・ワイフ』
  - マイケル・C・ホール - 『デクスター 警察官は殺人鬼』
  - ジョン・ハム - 『マッドメン』
  - スティーヴン・モイヤー - 『トゥルーブラッド』

#### ミュージカル・コメディシリーズ賞
- The Big C
  - 『30 ROCK/サーティー・ロック』
  - 『glee/グリー』
  - 『モダン・ファミリー』
  - 『ナース・ジャッキー』
  - 『シングルパパの育児奮闘記』
  - 『ユナイテッド・ステイツ・オブ・タラ』

#### 主演女優賞 (ミュージカル・コメディシリーズ)
- ローラ・リニー - The Big C
  - ジェーン・アダムス - Hung
  - トニ・コレット - 『ユナイテッド・ステイツ・オブ・タラ』
  - イーディ・ファルコ - 『ナース・ジャッキー』
  - ティナ・フェイ - 『30 ROCK/サーティー・ロック』
  - リア・ミシェル - 『glee/グリー』
  - メアリー＝ルイーズ・パーカー - 『Weeds ママの秘密』

#### 主演男優賞 (ミュージカル・コメディシリーズ)
- アレック・ボールドウィン - 『30 ROCK/サーティー・ロック』
  - スティーヴ・カレル - The Office
  - トーマス・ジェーン - Hung
  - ダニー・マクブライド - Eastbound & Down
  - マシュー・モリソン - 『glee/グリー』
  - ジム・パーソンズ - 『ビッグバン★セオリー/ギークなボクらの恋愛法則』

#### 助演女優賞 (シリーズ・ミニシリーズ・テレビ映画)
- ブレンダ・ヴァッカロ - 『死を処方する男 ジャック・ケヴォーキアンの真実』
  - ジュリー・ボーウェン - 『モダン・ファミリー』
  - ローズ・バーン - 『ダメージ』
  - シャロン・グレス - 『バーン・ノーティス 元スパイの逆襲』
  - ジェーン・リンチ - 『glee/グリー』
  - キャサリン・オハラ - 『テンプル・グランディン 自閉症とともに』
  - アーチー・パンジャビ - 『グッド・ワイフ』

#### 助演男優賞 (シリーズ・ミニシリーズ・テレビ映画)
- デヴィッド・ストラザーン - 『テンプル・グランディン 自閉症とともに』
  - タイ・バーレル - 『モダン・ファミリー』
  - ブルース・キャンベル - 『バーン・ノーティス 元スパイの逆襲』
  - クリス・コルファー - 『glee/グリー』
  - アラン・カミング - 『グッド・ワイフ』
  - ニール・パトリック・ハリス - 『ママと恋に落ちるまで』
  - アーロン・ポール - 『ブレイキング・バッド』
  - マーティン・ショート - 『ダメージ』